# Václav Zahradník
Václav Zahradník (Praag, 29 januari 1942 - aldaar, 28 juni 2001) was een Tsjechisch dirigent, componist, arrangeur.

## Biografie
Zahradník bezocht eerst de ingenieursschool, voordat hij zijn studie aan het Praagse conservatorium vervolgde. Daar studeerde hij compositie bij František Kovaříček en Zdeněk Hůla en dirigeren bij František Hertl. Tijdens zijn studietijd werkte hij als pianist en muzikaal leider in het theater van Jiří Wolker. Ook speelde hij in het ensemble Quax van Petr Kotík. Hij werd bekend bij een breder publiek als songwriter en arrangeur van de Tsjechische rockband The Rebels, die in 1968 het album Šípková Růženka opnamen. Zahradník was ook betrokken bij talrijke jazzprojecten als bigband-leider en arrangeur. Zo nam hij in 1969 met een door hem geleide studio-bigband het album Jazz Goes to Beat op. Met zijn orkest, waartoe voor studioprojecten deels ook West-Europese muzikanten als John Surman en Amerikanen als Barre Phillips en Stu Martin behoorden, begeleidde hij ook Karel Gott en later Josef Plíva (Fairy-Tales in Beat, 1975).
Tussen 1993 en 1990 was hij chefdirigent van het orkest van de Tsjechoslowaakse televisie, waarmee hij vooral deelnam aan muzikale amusementsprogramma's. Daarnaast componeerde hij de muziek voor talrijke films en nam deze ook op, zoals bij de speelfilm S tebou mě baví svět uit 1982 van Marie Poledňáková en van tv-films. Daarnaast schreef hij jazzcomposities en musicals als Mazlíčkové (1974) en Babylónská věž (1975). Verder arrangeerde hij filmmuziek voor het Tsjechisch Philharmonisch Orkest en andere symfonieorkesten.

## Overlijden
Václav Zahradník overleed in juni 2001 op 59-jarige leeftijd. Zijn zoon Jakub Zahradník is eveneens werkzaam als jazzmuzikant.

## Discografie
- 1970: Václav Zahradník & His East All Star Band (met Simeon Shterev, Dan Mândrilă, Mihály Ráduly, Ozren Depolo, Raimond Raubischko, Václav Maňas, Andrzej Brzeski, Hubert Katzenbeier, Zdeněk Pulec, Rudolf Dašek, Klaus Koch, Andrzej Dabrowski)
- 1972: Václav Zahradník Euro Jazz (met Miroslav Bureš, Jaroslav Lautner, Jiří Izera, Dizzy Reece, Slide Hampton, Zdeněk Pulec, Jan Hyncica, Erich Kleinschuster, Lumír Zrucký, Vladimír Boucjalova, Emanuel Hrdina, Petr Fleischer, Ozren Depolo, Ernst-Ludwig Petrowsky, Johnny Griffin, Mihaly Raduly, Ronnie Ross, Karel Velebný, Vince Benedetti, Rudolf Dašek, Klaus Koch, Billy Brooks)
- 1988: Václav Zahradník & Prague Television Orchestra featuring Rudolf Dašek, Georgi Garanian, Peter Hurt, Albert Mangelsdorff, Jiří Stivín, Jan Talich Interjazz 6 (met Emil Viklický, Jakub Zahradník, Ivan Matějček, Ivan Zelenka, Jan Hynčica, Jaromír Dušek, Jiří Sušický, Jan Burian, Miroslav Huja, Miroslav Jelínek, Miroslav Šoltész, Robert Balzar, Ivan Smažík, e.a.)

## Filmografie

### Films
- 1977: Jak vytrhnout velrybě stoličku
- 1978: Jak dostat tatínka do polepšovny
- 1983: S tebou mě baví svět
- 1997: Rumplcimprcampr

### Serie
- 1974-1976: Wickie de Viking (regie liedjes)
- 1975-1987: Rákosníček
- 1988: Malé dějiny jedné rodiny

- Bibliothèque nationale de France: cb178099694 (data)
- Gemeinsame Normdatei: 126201509X
- International Standard Name Identifier: 0000 0000 5687 6977
- Library of Congress Control Number: n82065523
- Nationale Bibliotheek van Letland: 000306080
- MusicBrainz: ba5bdee8-8de0-465b-8668-41add893fb61
- Nationale Bibliotheek van Tsjechië: jn99240001478
- Virtual International Authority File: 84108211
- WorldCat: E39PBJktk4RYPxbffCtDXtDcyd